# فیروزه صابری
فیروزه صابری (زادهٔ ۱۳ فروردین ۱۳۲۵ در تهران – درگذشتهٔ ۱۴ بهمن ۱۳۷۵ در تهران) هنرمند اهل ایران بود که با استفاده از کلاژهای پارچه‌ای نقاشی‌های فانتزی خود را در دهه ۶۰ خورشیدی به وجود آورد.

## زندگینامه
در رشته ادبیات و زبان فرانسه در مدرسه عالی ترجمه تحصیل کرد. در اروپا با مرتضی ممیز جوان آشنا می‌شود و با او ازدواج می‌کند. در اداره بازرگانی ایران مشغول به کار می‌شود. شهرت او به عنوان هنرمند به کلاژهای رنگی کاغذی باز می‌گردد. بعدتر با الهام از کارهای گذشته کلاژهای بزرگ پارچه‌ای خلق می‌کند. تعدادی از این کلاژها در موزه هنرهای معاصر تهران نگهداری می‌شود.

## نمایشگاه‌های انفرادی
- نگارخانه برگ (۳ الی ۱۳ تیر ۱۳۷۴، تهران، کارهایی ملهم از حکایت قرآنی یوسف و زلیخا)
- گالری هنرهای تجسمی فرهنگسرای بهمن (۱ تا ۱۵ اردیبهشت ۱۳۷۲، تهران، مجموعه‌ای از آثارش در دوران‌های مختلف)
- کنگره بین‌المللی بزرگداشت نهمین سده تولد حکیم نظامی (دانشگاه تبریز، کارهایی ملهم از داستان لیلی و مجنون نظامی)؛ نگارخانه سبز (۲۱ تا ۲۸ آذر ۱۳۷۱، تهران، کارهایی ملهم از حکایات مثنوی مولوی)
- نگارخانه سبز (۵ تا ۱۳ شهریور ۱۳۶۹، تهران، کارهایی ملهم از داستان لیلی و مجنون نظامی)
- گالری خصوصی (مرداد ۱۳۶۵، کارهایی ملهم از موضوعات داستان‌های عامیانه هندی)

## نمایشگاه‌های گروهی
- اولین نمایشگاه دو سالانه نقاشی ایران (۲۸ آبان تا آذر ۱۳۷۰، موزه هنرهای معاصر، در این نمایشگاه تابلو «لیلی و مجنون» او برنده جایزه‌ی ویژه شد)
- نمایشگاه آثار نقاشی هنرمندان معاصر ایران (۶ تا ۱۲ مرداد ۱۳۷۲، نگارخانه برگ)
- دومین نمایشگاه دو سالانهٔ نقاشی ایران (۶ آذر تا ۱۸ دی ۱۳۷۲، موزه هنرهای معاصر)
- اولین نمایشگاه تجلی احساس (۱۳۷۳، فرهنگسرای نیاوران)
- سومین نمایشگاه دو سالانه نقاشی ایران (۲۰ آبان تا ۲۹ دی ۱۳۷۴، موزه هنرهای معاصر)
- دومین نمایشگاه تجلی احساس (۱۳۷۴، فرهنگسرای نیاوران)
- نگارخانه کیش نمایشگاهی به همراه آثار پریوش گنجی (جزیره کیش، اردیبهشت ۱۳۷۶).